# Equal Rights Amendment

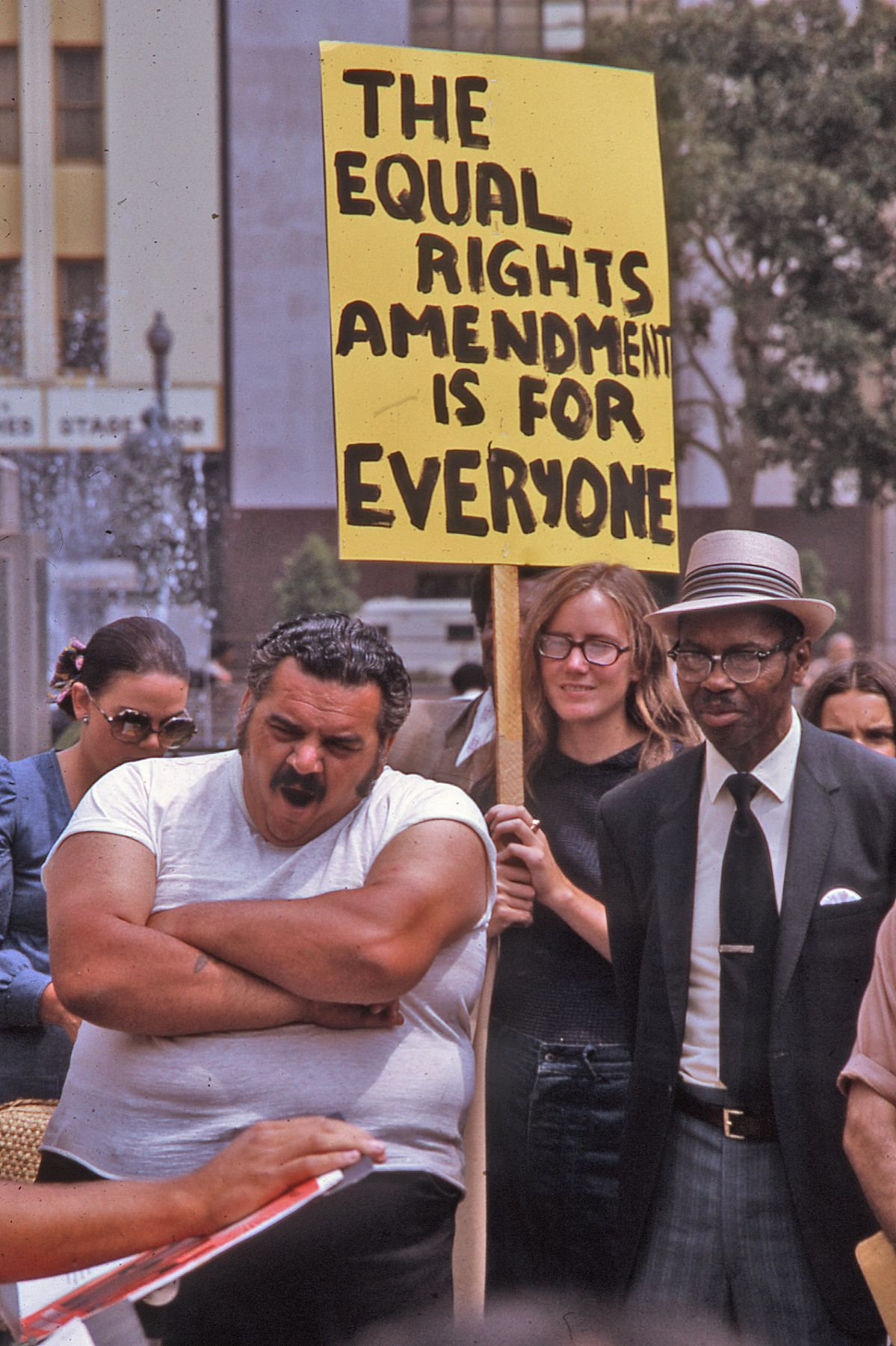
Eine Frau hält ein Schild mit dem Text "The equal rights amendment is for everyone", Los Angeles, 1972

Das Equal Rights Amendment (ERA) ist ein vorgeschlagener Verfassungszusatz, der Frauen in den Vereinigten Staaten gleiche Rechte zusichern sollte. Er sollte als 27. Zusatz in die Verfassung der Vereinigten Staaten eingehen. Das ERA wurde von Alice Paul geschrieben und 1923 erstmals im Kongress eingereicht, drei Jahre nach der Aufnahme des 19. Zusatzartikels, der Frauen das Wahlrecht verschafft hatte. Das ERA besagt: „Männer und Frauen sollen in den Vereinigten Staaten und überall, wo US-Recht gilt, gleiche Rechte haben.“
Bis in die 1970er Jahre wurde das ERA sowohl im Senat als auch im Repräsentantenhaus abgelehnt. Im März 1972 stimmten beide Kongresskammern dem Zusatz zu. Die Ratifizierung durch mindestens drei Viertel der Bundesstaaten, zu dem Zeitpunkt 38, stand allerdings noch aus. Als ursprüngliche Ratifizierungsfrist wurde der 22. März 1979 festgesetzt. Bis 1977 hatten 35 der nötigen 38 Bundesstaaten den Verfassungszusatz ratifiziert. Die Ratifizierungsfrist wurde bis zum 30. Juni 1982 verlängert, allerdings stimmte kein weiterer Bundesstaat dem ERA zu. Damit war das ERA 1982 gescheitert.
Nachdem 2017 und 2018 die Bundesstaaten Nevada und Illinois das ERA nachträglich ratifiziert haben, wurde durch die Ratifikation in Virginia das erforderliche Quorum der 38 Staaten erreicht. Befürworter der Aufnahme in die Verfassung argumentieren, die Ratifizierungsfrist sei ungültig oder könne nachträglich durch den Kongress verlängert werden und das ERA somit inkrafttreten. Diese Lesart ist umstritten.
Die politische Auseinandersetzung ist Gegenstand der 2020 ausgestrahlten Miniserie Mrs. America sowie der Serie Madam Secretary.